# Udbina
Udbina (Servisch: Удбина; Duits: Udwige) is een gemeente in de Kroatische provincie Lika-Senj.
Udbina telt 1649 inwoners. De oppervlakte bedraagt 683,15 km², de bevolkingsdichtheid is 2,4 inwoners per km².
Udbina werd tijdens de Joegoslavische oorlogen tussen 1991 en 1995 bezet door Servische troepen. Het lokale vliegveld werd door hen gebruikt in als luchtbasis voor operaties tegen Kroatische en Bosnische troepen. In het kader van de NAVO Operatie "Deny Flight" werd het vliegveld op 21 november 1994 gebombardeerd door 39 NAVO-toestellen, waaronder 4 Nederlandse F-16’s. 

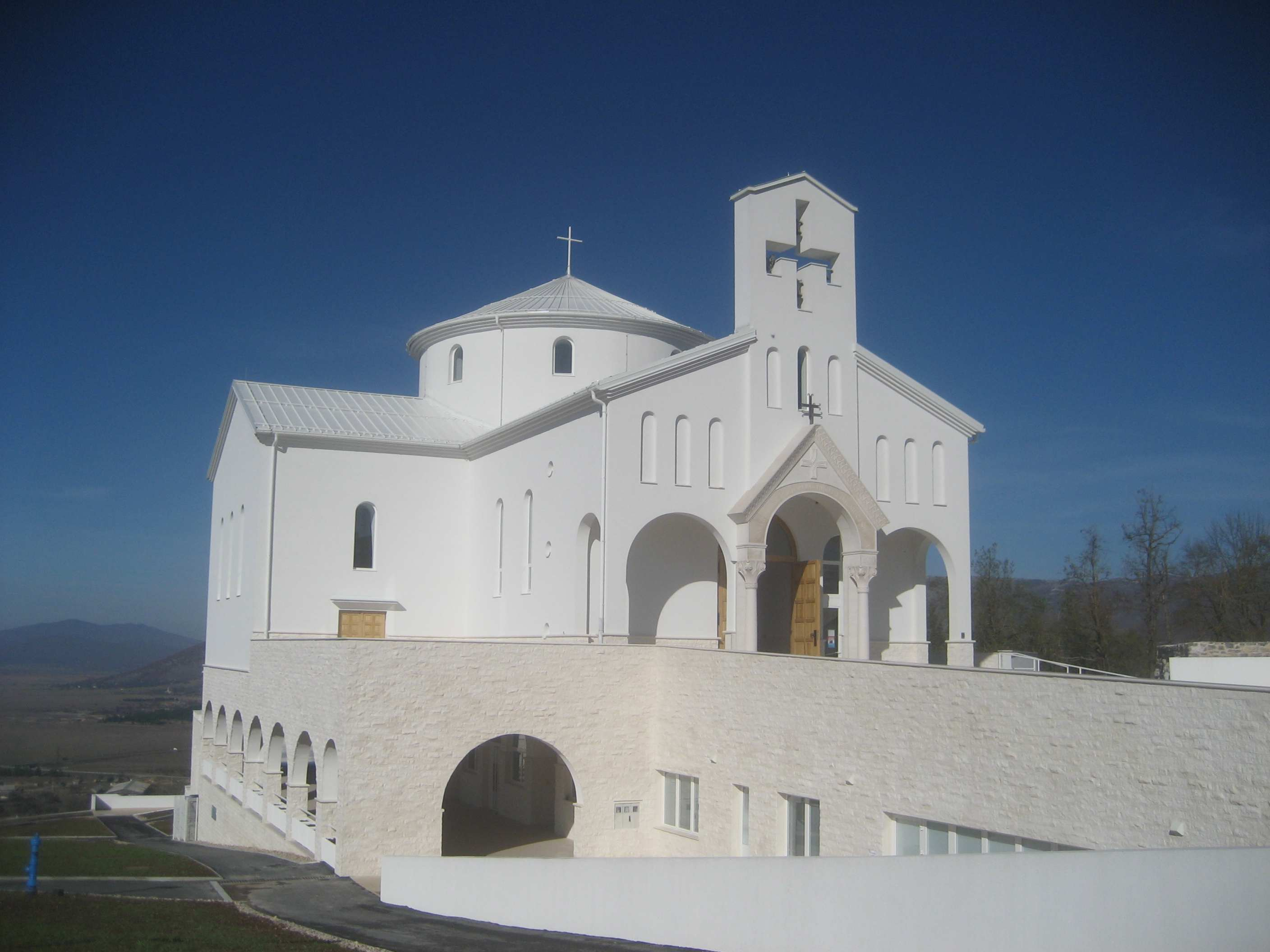

Steden (gradovi): Gospić · Novalja · Otočac · Senj

Gemeenten (općine): Brinje · Donji Lapac · Karlobag · Lovinac · Perušić · Plitvička Jezera · Udbina · Vrhovine